# Another Stakeout
Another Stakeout is een Amerikaanse actiekomedie uit 1993, geregisseerd door John Badham, met in de hoofdrollen Richard Dreyfuss, Emilio Estevez en Rosie O'Donnell. De film is een vervolg op Stakeout uit 1987.

## Verhaal
Luella Delano, een getuige tegen de maffia, leeft tot het proces ondergedoken in de woestijn. Het huis wordt echter opgeblazen door een huurmoordenaar, waarbij haar man en verschillende van haar bewakers omkomen. Zijzelf overleeft de aanslag en verdwijnt.
Politieagenten Chris Lecce en Bill Reimers hebben zich alweer in de nesten gewerkt en krijgen daarom de opdracht om het huis aan het meer waar Luella zich waarschijnlijk bevindt in de gaten te houden. In tegenstelling tot hun vorige observatieopdracht worden ze dit keer vergezeld door assistent DA Gina Garrett en haar huisdier, de rottweiler Archie. Ze zullen zich voordoen als echtgenoot, vrouw en zoon.
Wanneer Chris thuis zijn spullen gaat ophalen, schopt zijn vriendin Maria hem eruit omdat hij niet met haar wil trouwen, hoewel ze al zes jaar samen zijn. Chris wil niet meer opnieuw trouwen, omdat huwelijken in zijn familie geen lang leven beschoren zijn.
Chris, Gina en Bill nemen hun intrek in het zomerhuis van een rechter, vlak naast het huis van Brian en Pam O'Hara waar Luella zich schuilhoudt. Wanneer de O'Haras even weg zijn sluipt Bill het huis binnen om afluisterapparatuur te plaatsen, maar hij moet de missie afbreken. Gina nodigt hen daarom die avond uit voor een etentje, zodat Bill alsnog de afluisterapparatuur kan plaatsen.
Bill wordt echter bewusteloos geslagen door Luana omdat ze hem aanziet als een huurmoordenaar. Bij hun thuiskomst vinden de O'Haras de geknevelde Bill met een kap over zijn hoofd. Luella overtuigt hen ervan dat ze hem moeten doden. Terwijl ze op het punt staat om hem aan het einde van de pier neer te schieten, springt hij in het water en bevrijdt zichzelf. Gina en Chris overmeesteren Luana.
Wanneer Chris en Bill aan het inpakken zijn om te vertrekken zien ze plots huurmoordenaar Tony. Ze haasten zich naar het andere huis om iedereen te waarschuwen, maar ze worden zelf onder vuur genomen omdat Luella denkt dat zij de huurmoordenaars zijn. Tony gijzelt Gina, maar tijdens het vluchten wordt Tony aangevallen door Archie voor het bedreigen van Gina. Tony schiet op Luella maar raakt in plaats daarvan Gina in de schouder. Vervolgens wordt hij neergeschoten door Chris en Bill. 
Chris als Bill worden gefeliciteerd als helden door de FBI, Luella en Gina. Chris keert terug naar zijn appartement om Maria te bellen, maar ze is er al. Hij vraagt haar ten huwelijk en zij accepteert, terwijl Bill door verrekijker vanuit de auto toekijkt.

## Rolverdeling
| Acteur           | Personage                 |
| ---------------- | ------------------------- |
| Richard Dreyfuss | agent Chris Lecce         |
| Emilio Estevez   | agent Bill Reimers        |
| Rosie O'Donnell  | assistent DA Gina Garrett |
| Dennis Farina    | Brian O'Hara              |
| Marcia Strassman | Pam O'Hara                |
| Cathy Moriarty   | Luella "Lu" Delano        |
| John Rubinstein  | DA Tommy Hassrick         |
| Miguel Ferrer    | Tony Castellano           |

## Release en ontvangst
Another Stakeout werd uitgebracht op 23 juli 1993 en was tijdens het openingsweekend de negende beste film in de Verenigde Staten met een opbrengst van 5,4 miljoen dollar aan de kassa. De film kon echter het succes van zijn voorloper niet evenaren.
De film behaalde een score van 17% (24 beoordelingen) op Rotten Tomatoes, met een gemiddelde score van 4,5/10. Op Metacritic kreeg de film een score van 53% (26 recensies), wat duidt op "gemengde of gemiddelde recensies".